# Allium bassitense
Allium bassitense är en amaryllisväxtart som beskrevs av Joseph Thiébaut. Allium bassitense ingår i släktet lökar, och familjen amaryllisväxter. Inga underarter finns listade i Catalogue of Life.